# Otto Gerhartl
Otto Gerhartl (* 26. Februar 1907 in Neunkirchen; † 23. Jänner 1998) war ein österreichischer Politiker (SPÖ) und Graveur. Gerhartl war von 1949 bis 1969 Abgeordneter zum Landtag von Niederösterreich.

## Leben
Gerhartl besuchte die Volks- und Bürgerschule und erlernte im Anschluss den Beruf des Schlossers. In der Folge arbeitete er als Maschingraveur, wurde 1934 aus politischen Gründen verhaftet und 1939 sowie von 1943 bis 1945 zum Militärdienst eingezogen. Er geriet in britische Kriegsgefangenschaft.

## Politik
Gerhartl war ab 1946 SPÖ-Bezirksparteisekretär und wurde 1946 in den Gemeinderat von Neunkirchen gewählt. Zwischen 1960 und 1974 hatte er das Amt des Bürgermeisters inne.
Gerhartl vertrat die SPÖ zwischen dem 5. November 1949 und dem 20. November 1969 im Niederösterreichischen Landtag.